# Campylospermum inflatum
Campylospermum inflatum là một loài thực vật có hoa trong họ Ochnaceae. Loài này được Farr mô tả khoa học đầu tiên.